# Raoul Fournier
Raoul Ignacio Fournier Villada (Ciudad de México; 1 de febrero de 1900-Ib.; 9 de septiembre de 1984) fue médico gastroenterólogo, profesor y director de la Facultad de Medicina de la Universidad Nacional Autónoma de México.

## Biografía
Hijo de Carlos Fournier Zendejas y Ana María Villada Figueroa, Raoul Fournier fue el segundo de cuatro hermanos. Estudió la primaria en el Liceo Fournier, colegio fundado por su abuelo paterno Don Adrián Fournier, cursó los estudios de preparatoria en la Escuela Nacional Preparatoria, y realizó los estudios profesionales en la Escuela Nacional de Medicina de la UNAM, presentando su examen profesional el 10 de julio de 1924. Concluyó sus estudios de posgrado en los hospitales Cochin, Saint Antonie y la Sallepetriere de París. Asimismo, el Dr. Fournier residió en París de 1924 a 1926. En el año de 1935, contrajo matrimonio en la Ciudad de México con Carolina Amor Schmidtlein, tuvo un solo hijo: Carlos Adrián. El Dr. Fournier formó parte de un círculo de amistades del mundo intelectual y político del momento, pues era una persona aficionada al conocimiento y con una visión amplia del mundo, para la que la vocación médica no se reducía a prevenir y curar biológicamente a las personas, sino a la fundamental tarea científica y humanista de procurar el bienestar biológico, social y psicológico de los seres humanos. Los recurrentes encuentros con dichas figuras intelectuales, sociales y políticas enriquecían al Dr. Fournier día con día y viceversa, pues el doctor era considerado por éstas como quien «les curaba el alma». Entre dichos personajes se encontraban Erich Fromm, Jaime Torres Bodet, Leonora Carrington, Mario Alfonso Moreno Cantinflas, Salvador Novo, Ramón Xirau, Xavier Icaza, Rufino Tamayo, Adolfo Ruiz Cortines y varios otros. Además, el Dr. Fournier fue —junto con sus cercanas amistades y colegas Ignacio Chávez, Efrén del Pozo, Gustavo Baz, Salvador Zubirán, Manuel Velasco Suárez y Fernando Ortiz Monasterio, entre varios otros honorables y reconocidos médicos— uno de los pilares que revolucionó la medicina en México. Por estas razón es que algunos reconocían al Dr. Fournier como un extraordinario médico humanista y como un personaje con un peculiar, agradable e irónico humor. 
Raoul montó en su casa un consultorio y cambió el nombre de éste por conversatorio ya que sus pacientes decían que Fournier no sólo les curaba las enfermedades gastrointestinales sino también curaba el alma; por ello mismo disfrutaban ir a conversar con él sobre cuestiones e inquietudes cotidianas. Fournier contaba con una visión humanista donde para él las personas eran sujetos -nunca objetos- de relación. En septiembre de 1984, el doctor falleció por una cardiopatía senil.

## Trayectoria profesional
Al volver de París —de donde aprendía nuevos conocimientos médicos— a la Ciudad de México, Fournier fue ayudante de la cátedra de Fisiología Patológica en la Escuela Nacional de Medicina de 1926 y 1927; entre los años 1927 y 1929, fue ayudante de Primer Curso de Clínica Médica. En 1929 debutó como profesor del Primer Curso de Clínica Médica en Gastroenterología en la Escuela Nacional de Medicina. . El haber conocido diferentes medios, personas y una amplia gama de panoramas académicos permitió que el doctor Fournier adquiriese una visión muy amplia tanto de los padecimientos digestivos como de la vida misma. Enriquecido por intereses sociales, históricos, artísticos y humanísticos, formó parte de un equipo que se proyectaba bajo la dirección del doctor Gustavo Baz. En las experiencias de este equipo se encontraba, por ejemplo, la fundación del Centro de Asistencia Médica para Enfermos Pobres, CAMEP, en 1936; este centro se puede entender como antecedente al Instituto Mexicano del Seguro Social, IMSS. En este mismo año, fundaría y dirigiría la revista del mismo centro que dirigiría su esposa “Carito”. La revista cambió de nombre años después a La Prensa Médica Mexicana, espacio en donde varios doctores pudieron publicar artículos de interés médico. Esta sería el antecedente de la editorial Ediciones Científicas La Prensa Médica Mexicana. 
Entre los años 1941 y 1954 tuvo los cargos de director general de Asistencia en el Distrito Federal, jefe de la Sección Clínica del Instituto de Salubridad y Enfermedades Tropicales y jefe del Servicio del Hospital General de la Ciudad de México. Impartió clases de gastroenterología en la Escuela de Graduados de la Universidad Nacional Autónoma de México en 1946. Entre 1954 y 1962, fue director de la Escuela Nacional de Medicina de la Universidad Mexicana. Durante este periodo el Dr. Raoul Fournier propuso un cambio en el plan de estudios de la carrera de Medicina, sugiriendo incluir la enseñanza, para él esencial, de Filosofía e Historia de la Medicina. De tal manera que, a mediados de 1955, quedó constituida la Comisión de Estudios de Historia de la Medicina, a cargo del entonces jefe del Departamento de Farmacología Fernández del Castillo. Tras la iniciativa del Dr. Fournier, fue aprobado impartir el programa de la materia «Historia de la Medicina» que incluía una visión general de la evolución de la medicina occidental y tres temas dedicados al estudio histórico de la medicina mexicana en sus periodos prehispánico, colonial y republicano. En 1960, la materia quedó establecida como materia obligatoria. Fue profesor de la Escuela y Facultad de Medicina por más de 50 años.
Al Dr. Fournier le tocó presenciar el cambio de sede de la antigua Escuela de Medicina que se ubicaba en el antiguo Palacio de la Inquisición en la Plaza de Santo Domingo, dentro del Centro de la Ciudad de México, a su actual ubicación en Ciudad Universitaria en donde incluyó materias y cursos para cambiarla de nivel de escuela a Facultad. Creó los 'Grupos Piloto' lo cual fue una aportación original y muy importante para la enseñanza de la medicina; se le daba a cada alumno de medicina, clases especiales —aparte de su horario de clases normal—, a fin de encauzarlo a investigación, se le asignaba un tutor que fuera reconocido especialista, para que fuera guiando sus estudios de licenciatura, lo cual, ayudó a formar una generación muy importante de médicos - investigadores entre 1954 a 1965; se recogió dicho sistema conocido como sistema Fournier en el actual grupo AFINES de la facultad de Medicina de la UNAM [a]. Promotor de actividades culturales, en las que participaban activamente los alumnos, que era una manera de acercarlos al humanismo que consistía en concursos de cuento y de poesía así como actividades teatrales y musicales.
Entre 1958 y 1964, el Dr. Raoul fungió como senador suplente del Partido Revolucionario Institucional en el Distrito Federal. El Dr. Fournier escribió múltiples trabajos de investigación, entre  otros temas, sobre problemas intestinales, diarreas y úlceras. Publicó artículos en revistas de circulación nacional y exhibió los resultados de estas investigaciones en varios congresos que llevaban lugar dentro y fuera del país. Fue en 1965 que fungió como Presidente del VIII Congreso Internacional de Medicina Neo hipocrática en la Ciudad de México. Fournier fue también en 1966 Director del Hospital General de la S.S.A. y en 1968 Presidente de la Sociedad Mexicana de Historia y Filosofía de la Medicina. Para los años 1970 a 1974 presidiría el V Congreso Nacional de Gastroenterología y sería subpresidente honorario del Comité Permanente de la Organización del V Congreso Mundial de Gastroenterología. En agosto de 1976, el Dr. Fournier fue designado como profesor emérito de la Universidad Nacional Autónoma de México.

## Distinciones recibidas
- 1957: Caballero de la Legión de Honor.

- 1966: Summa cum laude – Sociedad de Médicos del Hospital General, S.S.A.

- 1980: Miembro de Número de la Academia Mexicana de Ciencias Médicas, Instituto Mexicano de Cultura.

- Desde mediados de los años ochenta el auditorio de la Facultad de Medicina de la Universidad Nacional Autónoma de México lleva el nombre de Auditorio Raoul Fournier Villada, el más grande en operaciones de toda la universidad.

- Homenaje en el Palacio de Bellas Artes a los 100 años de su natalicio. "Presencia de un médico mexicano en la cultura.”  Sala Manuel M. Ponce.

## Trabajos publicados
- 1928 – 1964 55 artículos médicos sobre Gastroenterología en diversas revistas mexicanas.

- 1953              Libro: La Urbanidad y otros cuentos. Editorial Fournier, S.A., México D.F.

- 1956              Libro: Bibliografía mexicana del absceso hepático. La Prensa Médica Mexicana, México D.F.

- 1980              Libro …El cristal con que se mira. La cursilería y padecimientos afines. Editorial Diana, Méx., D.F.

- 1981 Libro en preparación: Memorias.